# Mickaël Delis
 (août 2025).
Mickaël Délis né le 22 octobre 1982 est un auteur, comédien, metteur en scène et scénariste français. Son œuvre la plus récente, un seul en scène intitulé La Trilogie du troisième type a rencontré un très bon succès critique. Il vit à Montreuil et travaille à Paris.

## Biographie
Diplômé du Conservatoire d'Art Dramatique du 20e arrondissement de Paris après avoir été élève au Magasin à Malakoff et en danse classique au centre de danse du Marais et au studio Harmonic, Mickaël Délis est également diplômé en littérature : il est titulaire d'une licence d'anglais, d'une maîtrise en poétique américaine autour d'Emily Dickinson à la Sorbonne Paris IV, et d'un diplôme d'études approfondies (DEA) sur le théâtre contemporain britannique.
C'est le Théâtre du Rond Point qui sélectionne ses premiers textes dans le cadre du concours inter conservatoires dont il est lauréat en 2005 et en 2010 ; il prendra la Direction Artistique du concours entre 2019 et 2021. Pendant les quelques quinze années qui séparent ces deux dates, il va s'investir dans de nombreux projets très différents.
Auteur, comédien, metteur en scène et scénariste, il met sa voix au service de narrations radiophoniques notamment pour France Culture,, et France Inter,, met en scène plus d'une dizaine de spectacles dont un, Pulvérisés d'Alexandra Badéa, reçoit quatre prix à ce titre, est l'auteur de nombreux projets théâtraux qu'il met en scène notamment au sein de la compagnie Passages qu'il a créée en 2007, joue les pièces d'autres auteurs comme Ben Hur au Stade de France, la mouette de Philippe Person. Il est également chroniqueur de la saison 11 de C à Vous, et enseigne la pratique théâtrale à L'université de Créteil et pour la possible échappée, association qui propose de favoriser des activités autour de spectacles vivants et de toutes formes d’expression artistique à des personnes en situation de handicap.
Depuis 2020, il se consacre à son premier seul en scène, une trilogie autour de la masculinité qu'il joue à La Reine Blanche à Paris, puis dans ce même théâtre pour le Festival Off d'Avignon.

## La Trilogie du troisième type

### Le plaisir, l'urgence et l'injustice comme moteurs
La Trilogie du troisième type est une série de trois spectacles : Le Premier Sexe, La Fête du Slip et Les Paillettes de leur vie.
C'est le plaisir de chercher, d'écrire, d'être sur scène, et aussi celui de discuter après la performance avec les spectateurs auxquels il parle de façon individuelle et engagée, qui l’a poussé à jouer plus de 4 heures chaque jour sa Trilogie du Troisième type au festival Off d'Avignon en 2025. Mais c'est aussi le plaisir particulier de l'auto-fiction : « celui procuré par cet aller-retour entre l’échelle micro de l’intime et l’échelle macro de l’universel (...) en impliquant notamment de la théorie et de la pensée critique », explique-t-il.
Il considère comme autant d’urgences, celle du rire ensemble que celle du partage d'une analyse critique et politique de la masculinité et s’y emploie en sélectionnant trois thèmes à la fois distincts et complémentaires : la virilité (Le Premier Sexe), la performance (La Fête du Slip) et la paternité (Les Paillettes de leur vie). Estimant que cette thématique est à la fois intime et universelle, il met en scène ses interrogations sur la façon d’incarner sa propre masculinité en étant autre que ce père absent, ce frère jumeau hétérosexuel et sortir des prototypes, lui « le garçon élevé par une armée d’amazones »qui titre le premier acte de sa trilogie le Premier Sexe en référence à Simone de Beauvoir
L'injustice enfin, celle vécue par ceux qui ne se retrouvent pas dans les codes de la masculinité toxique et en paient le prix fort et celle vécue par les femmes qui en subissent les conséquences douloureuses : « Cette trilogie, c’est aussi la tentative de conjurer l’oppression, la stigmatisation, l’insulte… par le rire, par le sourire ».

### Accueil
La presse culturelle commente positivement cette trilogie, (en dehors des réserves de deux chroniqueurs du Masque et la Plume qui, bien que saluant la qualité du texte et du jeu d'acteur, considèrent ce sujet comme trop autobiographique et politiquement correct pour être intéressant). Grâce à son écriture, d'abord, un texte qualifié par Le Monde de « truculent, romanesque et formidablement écrit » et Télérama de « texte d’une intelligence folle, qui parle crûment d’homophobie ordinaire, d’héritage, mais surtout d’acceptation »; la mise en scène ensuite, élaborée par Vladimir Perrin qui avec très peu d'accessoires fait virevolter le comédien de personnage en personnage (notamment celui de son inénarrable maman) dans un jeu d'« une justesse et d'une drôlerie rare »,,,.

## Œuvres
- Le Premier Sexe
- La Fête du Slip
- Les Paillettes de leur vie

## Prix
il est à deux reprises (en 2005 et 2010) le lauréat du Prix du concours inter conservatoires pour la baignoire aux deux chaises et pour Les Gaillardes et remporte également en 2006 celui du meilleur auteur pour Le vers salutaire au festival de jeune théâtre à Savigny sur Orge.
Il obtient également en 2014 le Prix de la mise en scène au Festival inter-universitaires et grandes écoles de Cabourg et au Festival Paon D'or pour la pièce Pulvérisés d'Alexandra Badea.